# World Wide Web
World Wide Web (skraćeno WWW ili samo Web, naziv dolazi iz engleskog jezika, a može se prevesti kao 'svjetska mreža'; u engleskom riječ web ima značenje razgranate i isprepletene mreže poput paučine) jedna je od najkorištenijih internetskih usluga koja omogućava pregled hipertekstualnih dokumenata. Dokumenti mogu sadržavati tekst, slike i multimedijalne sadržaje a međusobno su povezani tzv. hiperlinkovima. Za korištenje i prikaz sadržaja koriste se računalni programi koji se nazivaju "web browser" web-preglednici.
Web se često pogrešno koristi kao sinonim za internet, a zapravo je jedan njegov dio i predstavlja uslugu kojom se ostvaruje razmjena podataka preko te svjetske računalne mreže.
Svjetska mreža je međunarodna mreža računalnih baza podataka koji koristi internet i njegov poseban sustav za povezivanje informacija. Odmah po nastajanju, a danas više nego tada, svjetska mreža bila je nepregledno more s informacija koje teku, koje se mijenjaju i po obliku i po sadržaju.
Ni jedan servis kao internet nije uspio preuzeti i odrediti novu generaciju medija kao što je to uspjelo mrežnom servisu interneta. Slobodna razmjena ideja i informacija bila je osnovni postulat širenja mreže, ali i njegova podsticajna formula razvoja. Upravo je pojava i brzina primjene mrežne tehnologije potvrdila masovnu društvenu potrebu za novim oblikom razmjene informacija, ali i omogućila bolje razumijevanje novih medija i tehnologije interneta.
Projekt kojim je počeo razvoj Weba predložili su 1990. u CERN-u engleski inženjer i znanstvenik Tim Berners-Lee i belgijski znanstvenik Robert Cailliau.

## Osobine svjetske mreže
Mreža je pokazala tri vrlo važne osobine koje su je popularizirale. To su: 
1. Osobina mreže da jednostavno spoji sve oblike digitalnog sadržaja: tekstove, grafičke prikaze, audio i video sadržaje, koji su je određivali kao multimedij.
2. Multimedijalni sadržaji na mreži bili su relativno jeftini i brzi, što predstavlja dva važna zahtjeva koja su presudila u njenu korisnost na globalnom nivou.
3. Mreža uspješno razvija i osobinu hipermedijalnosti, sposobnost istovremenog prikazivanja informacija uz pomoć više medija u više povezanih prozora i panela poznatih s računalnih operativnih sustava.

Pored toga, mrežnom konstrukcijom interneta izmjenjuje se ogroman broj informacija, koje se uvijek mogu pregledati i odgovoriti na zahtjev korisnika. Brzina i uspjeh konvergencije utječu na društvo u cjelini, koje sve više ovisi o protoku informacija i njihove blagovremene distribucije.
Uočavajući sve veći i nesumnjiv značaj mreže, mnoge medijske kuće koristile su njen potencijal da, analogno svom već postojećem medijskom formatu, stvore medijski ekvivalent i na svjetskoj mreži. Ona je uvjet i okvir, ali i pokretač postojanja elektronskih, mrežnih publikacija. Intrigantna i beskonačna, model je informatičkog povezivanja modernih društava mreža, najavljenih još u radovima prvih sociologa.

## Povijest
U ožujku 1989. fizičar Tim Berners-Lee napisao je dokument pod nazivom “Information management: A proposal”. U njemu je opisao način prijenosa informacija putem Interneta korištenjem hiperteksta, tj. jednostavnim “klikanjem”,  što je promijenilo svijet nekoliko godina kasnije. Taj je dokument bio osnova za razvoj World Wide Web-a (hr. Svjetske internetske mreže). Njegov je šef dokument komentirao s "Nejasno, ali uzbudljivo…". Usprkos tome dozvolio mu je nastavak rada.
Za svijet medija svjetska mreža bila je pravo otkriće, nešto sasvim novo u računalnom (kompjutorskom) i medijskom svijetu. Konstruirana 1990. godine u Ženevi, brzo je postala najpopularniji servis interneta, njegov najkorisniji segment.
Viziju mrežnog povezivanja svijeta najavio je Sen Simon, veliki pobornik tehnološkog napretka, tvrdeći da će upravljanje strojevima biti prioritet društvenog progresa.

## Web standardi
Web standardi su skup smjernica i preporuka za ispravno kreiranje HTML, CSS i XML koda s ciljem osiguranja jednostavnog i nesmetanog pristupa internetskim (web) tehnologijama. World Wide Web Consortium (W3C) je međunarodno tijelo koje nadgleda razvoj standarda za internet kako bi stranice izrađene na takav način bile dostupnije korisnicima Interneta.

## Wiki poveznice
- Internetski savezi
- E-tržište
- Web Strategija - regionalna konferencija o webu

## Vanjske poveznice
- World Wide Web Consortium

Poveznice su posebno oblikovane riječi, slike ili područja.
Internet je svjetska (globalna) računalna mreža koja povezuje mnoga računala i druge računalne mreže.
WWW je multimedijski mrežni servis međusobno povezanih hipertekstnih multimedijskih dokumenata.